# Saint-Christophe-du-Luat
Saint-Christophe-du-Luat is een plaats en voormalige gemeente in het Franse departement Mayenne (regio Pays de la Loire) en telt 553 inwoners (1999). De plaats maakt deel uit van het arrondissement Laval. Saint-Christophe-du-Luat is op 1 januari 2019 gefuseerd met de gemeenten Évron en Châtres-la-Forêt tot de gemeente Evron; de drie fuserende gemeenten kregen de status van commune deleguée. 

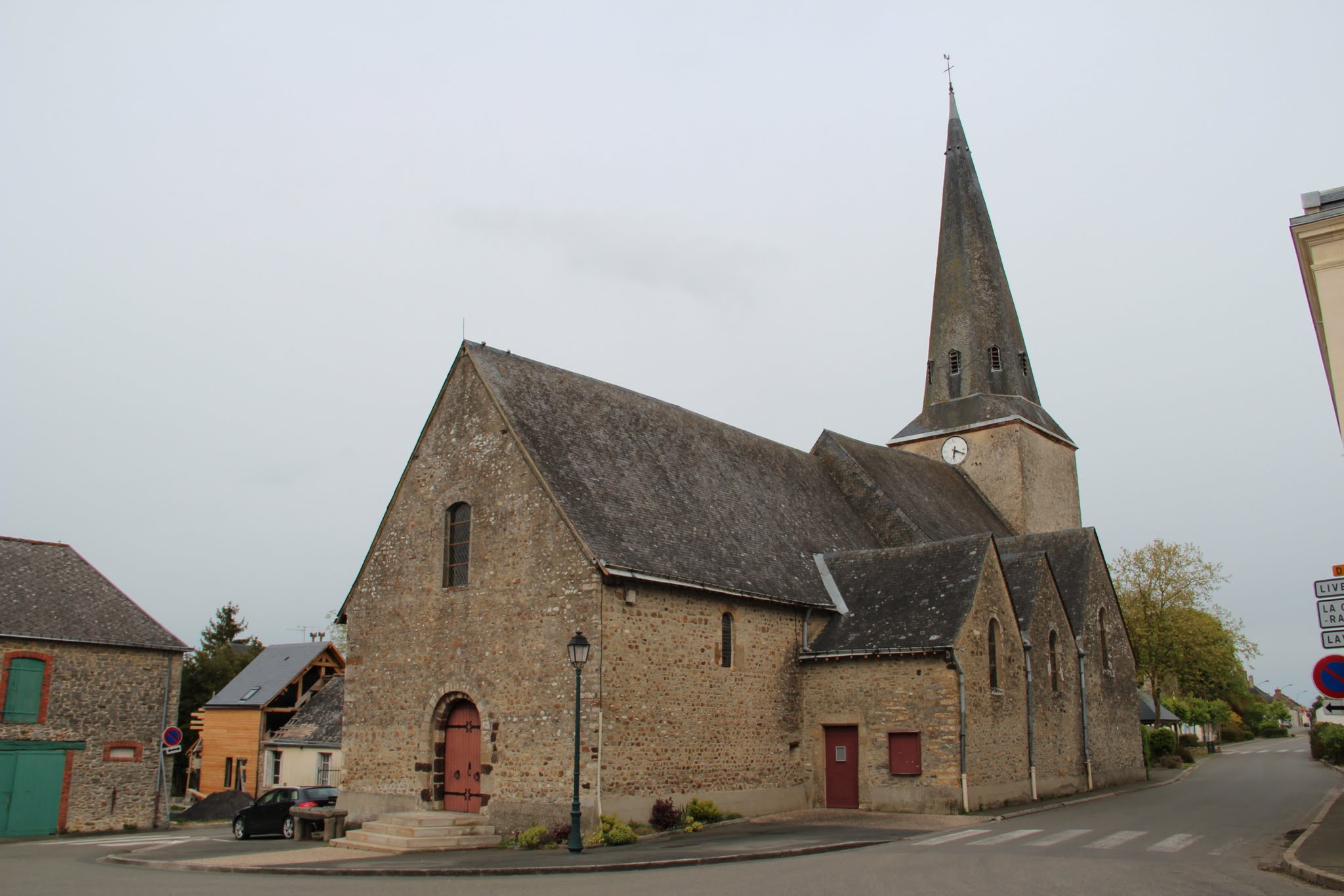
Parochiekerk van Saint-Christophe-du-Luat

## Geografie
De oppervlakte van Saint-Christophe-du-Luat bedraagt 19,4 km², de bevolkingsdichtheid is 28,5 inwoners per km².
De onderstaande kaart toont de ligging van Saint-Christophe-du-Luat met de belangrijkste infrastructuur en aangrenzende gemeenten.

## Demografie
Onderstaande figuur toont het verloop van het inwonertal (bron: INSEE-tellingen).